# 8. stoljeće
◄ | 1. tisućljeće pr. Kr. | 1. tisućljeće | 2. tisućljeće | ►
◄ | 6. stoljeće | 7. stoljeće | 8. stoljeće | 9. stoljeće | 10. stoljeće | ►
700-ih | 710-ih | 720-ih | 730-ih | 740-ih | 750-ih | 760-ih | 770-ih | 780-ih | 790-ih
8. stoljeće je je razdoblje od 701. do  800. godine.

## Glavni događaji i razvoji
- Potkraj 8. stoljeća spominju se prve hrvatske države.

## Osobe
- Karlo Veliki 747 - 815. je bio car Franaka

## Vanjske poveznice
|  | Zajednički poslužitelj ima još gradiva o temi 8. stoljeće |